# Albert Smessaert
Albert Peter Smessaert (Bèlgica, 20 de juliol de 1908 - Baldwin, Geòrgia, 22 de novembre de 2000) fou un ciclista estatunidenc d'origen belga. Va participar en les proves de contrarellotge individual i per equips dels Jocs Olímpics de 1928 a les proves.

## Palmarès
- 1932
  - 2n als Sis dies de Milwaukee (amb Xavier Van Slembroeck)